# Warnantium
Das Warnantium ist in der Erdgeschichte ein Zeitabschnitt des Karbon. Es ist die obere regionale Unterstufe (von manchen Autoren auch als Stufe benutzt) der regionalen und globalen Stufe des Viséums in Belgien. In absoluten Zahlen ausgedrückt dauerte das Warnantium von etwa 336,5 bis etwa 326,5 Millionen Jahren. In der regionalen Stufen-/Unterstufengliederung des Karbon in Belgien löst das Warnantium das Livium ab und wird vom Pendleium, der unteren regionalen Unterstufe des Namurium gefolgt.

## Geschichte und Namensgebung
Die Unterstufe bzw. Stufe ist nach dem Ort Warnant, einer Lokalität im Tal der Molignée, nahe Dinant (Belgien) benannt. Die Typlokalität ist jedoch der alte Steinbruch "Camp de César", südlich von Thon-Samson nahe Namur (Belgien). Das Warnantium wurde von Raphael Conil, Eric Groessens und Henri Pirlet 1977 ursprünglich als Stufe vorgeschlagen, von späteren Autoren jedoch meist im Rang einer Unterstufe benutzt. Nach der Stratigraphischen Tabelle von Deutschland 2002 ist das Warnantium auch in Deutschland als Unterstufe des Viséum verfügbar.

## Definition und Korrelation
Die Basis des Warnantium fällt mit dem Erstauftreten der Foraminiferen-Gattung Neoarchaediscus zusammen. Die Obergrenze fällt mit dem Beginn der regionalen Stufe des Namurium zusammen, d. h. mit dem Ersteinsetzen der Ammoniten-Art "Cravenoceras" leion (= Emstites leion). Das untere Warnantium entspricht der Asbium-, das obere Warnantium der Brigantium-Unterstufe des englischen Karbons.
Beginn, Ende und auch die Dauer des Warnantium sind unsicher und differieren je nach verwendeter Zeitskala. Nach Menning et al. (2000) dauerte es von 334,5 bis 326,5 Millionen Jahre, nach der Stratigraphischen Tabelle von Deutschland 2002 (STD2002) reicht das Warnantium von etwa 336,5 bis etwa 326,5 Millionen Jahren. In der Geological Time Scale 2004 (GTS2004) hat es eine Dauer von 6,1 Millionen (von 332,5 bis 326,1).

## Untergliederung
Das Warnantium kann biostratigraphisch mit der Foraminiferen-Zonen MFZ13 bis MFZ15 korreliert werden. In der Abfolge der rugosen Korallen nimmt es die Zonen RC7 und RC8 ein.